# Turmhügel Ingolstadt
Der Turmhügel Ingolstadt, auch Kautzenturm oder Schloss Ingolstadt genannt, ist eine abgegangene Turmhügelburg (Motte) nahe der Kauzenmühle, etwa 700 Meter südwestlich der Kirche von Ingolstadt, einem Ortsteil des Marktes Giebelstadt im Landkreis Würzburg in Bayern.
Von der ehemaligen Mottenanlage ist nichts erhalten. Gebäude- und Grabenstruktur zeichnen sich nur noch schwach im Gelände ab; ein Wassergraben konnte vermutlich von zwei bis drei vorbeifließenden Bächen (Katzenbach, Wolfsgrund, Langenwiesenbach) gespeist werden.